# Стевка Козић Прерадовић
Стевка Козић Прерадовић (Горњи Карајзовци, 1945 — Бања Лука, 3. март 2023) била је српска пјесникиња.

## Биографија
Стевка Козић-Прерадовић је рођена 1945. године у Горњим Карајзовцима, Лијевче поље код Бањалуке. Пише поезију, прозу и драмске текстове за дјецу и одрасле. Почела је писати као средњошколка и до сада је објавила велики број наслова поезије и прозе за одрасле и дјецу. Заступљена је у школској лектири, те у антологијама поезије и прозе домаћих и страних аутора. Превођена је на 14 језика.
Преминула је 2023. године у Бањојлуци.